# Salvador Capitano
Salvador Capitano Valenti (ur. 1 stycznia 1955 w Rosario) – argentyński piłkarz pochodzenia włoskiego występujący na pozycji pomocnika, trener piłkarski.